# Blood, Sweat & Tears
Blood, Sweat & Tears также известная как BS&T (рус. Кровь, Пот и Слёзы) — американская рок-группа, образовавшаяся в Нью-Йорке в 1967 году и в течение нескольких лет (наряду с Chicago) считавшаяся ведущей в джаз-рок-движении. В отличие от более поздних исполнителей джаз-фьюжн, во главу угла ставивших инструментальную виртуозность и экспериментализм, Blood, Sweat & Tears исполняли относительно несложный поп-рок в джазовых аранжировках (где основную роль играла духовая секция) и пользовались в качестве первоосновы наследием эпохи свинга и биг-бэндов. Состав группы неоднократно менялся, и через него прошли в общей сложности более пятидесяти музыкантов.
«Золотым веком» BS&T считается период с 1968 по 1972 годы, когда коллектив возглавлял канадский вокалист и гитарист Дэвид Клейтон-Томас. С ним группа за три года продала 6 миллионов альбомов и дважды (в 1969 году) получала Грэмми: за второй альбом Blood Sweat & Tears и трек «Variations on a Theme by Erik Satie (First and Second Movements)».
В общей сложности десять альбомов группы входили в списки Billboard 200; в списках Billboard Hot 100 наивысшей позиции достиг сингл «Spinning Wheel», в 1969 году поднявшийся до #2.

## Участники Blood Sweat & Tears

### Текущий состав
- Steve Katz : вокал
- Rob Paparozzi : вокал
- Dave Gellis : гитара
- Glenn McClelland : клавишные
- Gary Foote : бас-гитара
- Dylan Elise: ударные
- Teddy Mulet : труба
- Steve Jankowski : труба
- Jens Wendelboe : труба

## Дискография

### Альбомы
- Child Is Father to the Man (1968)
- Blood, Sweat & Tears (1969)
- Blood, Sweat & Tears 3 (1970)
- The Owl and the Pussy Cat (Soundtrack) (1970)
- Blood, Sweat & Tears 4 (1971)
- New Blood (1972)
- No Sweat (1973)
- Mirror Image (1974)
- New City (1975)
- More Than Ever (1976)
- Brand New Day (1977)
- Nuclear Blues (1980)
- Latin Fire (1985)
- Live and Improvised (1991)
- Live (1994)

### Сборники
- Greatest Hits (1972)
- Super Hits (1998)
- What Goes Up! The Best of Blood, Sweat & Tears (1995)

### Синглы
- «I Can’t Quit Her» (1968)
- «I Love You More Than You’ll Ever Know» (1968)
- «You’ve Made Me So Very Happy» (1969)
- «Spinning Wheel» (1969)
- «And When I Die» (1969)
- «Hi-De-Ho» (1970)
- «Lucretia MacEvil» (1970)
- «Lisa, Listen to Me» (1971)
- «Go Down Gamblin’» (1971)
- «So Long Dixie» (1972)